# Marion Laborde
Marion Laborde, verh. Labadie (* 9. Dezember 1986 in Dax, Aquitanien), ist eine professionelle französische Basketballspielerin.
Laborde gewann mit der französischen Mannschaft die Bronzemedaille bei der Europameisterschaft 2011 in Polen.
Sie nahm mit der französischen Mannschaft an den Olympischen Spielen 2012 in London teil. Im Finale verlor das französische Team 50:86 gegen die USA und gewann damit die Silbermedaille.